# Raymond Goethals
Raymond Goethals (Forest, 7 ottobre 1921 – Forest, 6 dicembre 2004) è stato un allenatore di calcio e calciatore belga, di ruolo portiere.
Ha guidato in particolare l'Olympique de Marseille nella conquista del titolo di campione europeo nel 1993, diventando il primo allenatore a vincere la Champions League con una squadra di calcio francese.
Raymond Goethals, soprannominato "Raymundo", "Raymond-la-science", "il mago belga" o anche "il mago", è l'allenatore di calcio belga di maggior successo. È anche noto per la sua schiettezza, il suo accento "brusseleer" e il suo stile che ricorda il personaggio di Colombo.
Ha un figlio, Guy Goethals, che è stato arbitro di calcio, in particolare durante Euro 1992 ed Euro 1996.

## Carriera

### Giocatore
Entrato a nove anni nel settore giovanile del Daring Bruxelles, Goethals esordì in prima squadra nel 1941. Nel 1949 passò ad un'altra squadra della capitale il Racing Club de Bruxelles, dove giocò fino al suo ritiro, avvenuto nel 1952 a soli 31 anni. Era soprannominato "Raymond-la-Science" (dallo pseudonimo dell'anarchico Raymond Callemin), "le sorcier" ("lo Stregone") o "le magicien" ("il Mago").

### Allenatore

#### Gli inizi
Diventato allenatore, Goethals ha allenato, tra il 1956 e il 1966, alcune squadre del campionato belga, prima di diventare Commissario tecnico del Belgio, incarico che mantenne dal 1968 fino al 1976.
Sotto la sua guida, la nazionale si qualificò per il Campionato mondiale di calcio 1970, dove venne eliminata nel primo turno dall'URSS e dal Messico. Due anni dopo invece la nazionale ottenne un terzo posto nel Campionato europeo di calcio 1972 eliminando ai quarti di finale la nazionale italiana campione in carica (vincendo in casa per 2-1 e pareggiando 0-0 in trasferta).

#### Anderlecht
Lasciato l'incarico di commissario tecnico della nazionale, Goethals allenò l'Anderlecht con cui vinse alla sua prima stagione una Coppa del Belgio che valse alla squadra la qualificazione in Coppa delle Coppe. L'Anderlecht riuscì poi ad arrivare in finale, ma venne sconfitto dall'Amburgo. Guadagnata la qualificazione nella competizione europea dell'anno successivo, l'Anderlecht riuscì questa volta a vincere consentendo a Goethals di ottenere il suo primo trofeo internazionale.

#### Esperienze internazionali
Nel decennio successivo Goethals ha allenato sia in patria (lo Standard Liegi con cui otterrà il primo anno un treble vincendo tutti e tre i trofei nazionali) sia in altri paesi, tra cui la Francia (allenerà il Bordeaux nelle stagioni 1979-1980 e 1989-1990) e il Brasile (in cui vincerà il campionato paulista del 1980 con il San Paolo).
In seguito ad un'inchiesta della Federcalcio belga del 1984, fu squalificato per aver comprato, insieme ad alcuni giocatori, l'ultima partita del Campionato di calcio belga 1981-1982 tra Standard Liegi e Waterschei, vinta 3-1 dai padroni di casa e decisiva per la vittoria del campionato.

#### Olympique Marsiglia
Nel gennaio del 1991, dopo l'esonero di Franz Beckenbauer, venne chiamato ad allenare l'Olympique Marsiglia conducendolo alla vittoria del campionato e alla finale di Coppa dei Campioni, persa poi contro la Stella Rossa. Per la stagione successiva Goethals non fu confermato preferendogli Tomislav Ivić, tuttavia all'esonero dell'allenatore croato tornò sulla panchina vincendo il suo secondo campionato consecutivo. Nella stagione 1992-1993 Goethals fu richiamato sulla panchina dell'Olympique Marsiglia nel novembre 1992 ed ottenne un double: vinse infatti la Coppa dei Campioni (divenendo l'allenatore più anziano ad aver vinto tale trofeo) e il campionato per la terza volta consecutiva, anche se quest'ultimo fu revocato a causa dell'Affaire VA-OM.

#### Anderlecht
Alla fine della stagione Goethals tornò in Belgio per allenare l'Anderlecht, squadra con cui vinse il Division I 1993-1994. In seguito a questo trionfo Goethals smise di allenare.

## Morte
Raymond Goethals è morto il 6 dicembre 2004 a Forest, all'età di 83 anni, in seguito ad un cancro. È stato omaggiato sia dall'Anderlecht, sia dallo Standard e sia dal Marsiglia.
Nel 2005, è stato omaggiato anche da Philippe Moureaux che gli ha intitolato la Tribune Raymond Goethals, la tribuna dello stadio Edmond Machtens di Bruxelles (ex stadio del Racing White Daring Molenbeek).

## Statistiche

### Statistiche da allenatore
In grassetto le competizioni vinte.
| Stagione                    | Squadra                     | Campionato                  | Campionato | Campionato | Campionato | Campionato | Coppe nazionali | Coppe nazionali | Coppe nazionali | Coppe nazionali | Coppe nazionali | Coppe continentali | Coppe continentali | Coppe continentali | Coppe continentali | Coppe continentali | Altre coppe | Altre coppe | Altre coppe | Altre coppe | Altre coppe | Totale | Totale | Totale | Totale | % Vittorie | Piazzamento |
| Stagione                    | Squadra                     | Comp                        | G          | V          | N          | P          | Comp            | G               | V               | N               | P               | Comp               | G                  | V                  | N                  | P                  | Comp        | G           | V           | N           | P           | G      | V      | N      | P      | %          | Piazzamento |
| --------------------------- | --------------------------- | --------------------------- | ---------- | ---------- | ---------- | ---------- | --------------- | --------------- | --------------- | --------------- | --------------- | ------------------ | ------------------ | ------------------ | ------------------ | ------------------ | ----------- | ----------- | ----------- | ----------- | ----------- | ------ | ------ | ------ | ------ | ---------- | ----------- |
| 1957-1958                   | Waremme                     | D4                          | 30         | 19         | 8          | 3          | -               | -               | -               | -               | -               | -                  | -                  | -                  | -                  | -                  | -           | -           | -           | -           | -           | 30     | 19     | 8      | 3      | 63,33      | 1º (prom.)  |
| 1958-1959                   | Waremme                     | D3                          | 30         | 15         | 5          | 10         | -               | -               | -               | -               | -               | -                  | -                  | -                  | -                  | -                  | -           | -           | -           | -           | -           | 30     | 15     | 5      | 10     | 50,00      | 4º          |
| Totale Waremme              | Totale Waremme              | Totale Waremme              | 60         | 34         | 13         | 13         |                 | -               | -               | -               | -               |                    | -                  | -                  | -                  | -                  |             | -           | -           | -           | -           | 60     | 34     | 13     | 13     | 56,67      |             |
| 1959-1960                   | Sint-Truiden                | D1                          | 30         | 10         | 7          | 13         | -               | -               | -               | -               | -               | -                  | -                  | -                  | -                  | -                  | -           | -           | -           | -           | -           | 30     | 10     | 7      | 13     | 33,33      | 12º         |
| 1960-1961                   | Sint-Truiden                | D1                          | 30         | 12         | 7          | 11         | -               | -               | -               | -               | -               | -                  | -                  | -                  | -                  | -                  | -           | -           | -           | -           | -           | 30     | 12     | 7      | 11     | 40,00      | 7º          |
| 1961-1962                   | Sint-Truiden                | D1                          | 30         | 9          | 9          | 12         | -               | -               | -               | -               | -               | -                  | -                  | -                  | -                  | -                  | -           | -           | -           | -           | -           | 30     | 9      | 9      | 12     | 30,00      | 8º          |
| 1962-1963                   | Sint-Truiden                | D1                          | 30         | 11         | 11         | 8          | -               | -               | -               | -               | -               | -                  | -                  | -                  | -                  | -                  | -           | -           | -           | -           | -           | 30     | 11     | 11     | 8      | 36,67      | 5º          |
| 1963-1964                   | Sint-Truiden                | D1                          | 30         | 8          | 8          | 14         | CB              | 2               | 0               | 1               | 1               | -                  | -                  | -                  | -                  | -                  | -           | -           | -           | -           | -           | 32     | 8      | 9      | 15     | 25,00      | 13º         |
| 1964-1965                   | Sint-Truiden                | D1                          | 30         | 12         | 9          | 9          | CB              | 2               | 1               | 0               | 1               | -                  | -                  | -                  | -                  | -                  | -           | -           | -           | -           | -           | 32     | 13     | 9      | 10     | 40,63      | 5º          |
| 1965-1966                   | Sint-Truiden                | D1                          | 30         | 18         | 4          | 8          | CB              | 3               | 1               | 1               | 1               | -                  | -                  | -                  | -                  | -                  | -           | -           | -           | -           | -           | 33     | 19     | 5      | 9      | 57,58      | 2º          |
| Totale Sint-Truiden         | Totale Sint-Truiden         | Totale Sint-Truiden         | 210        | 80         | 55         | 75         |                 | 7               | 2               | 2               | 3               |                    | -                  | -                  | -                  | -                  |             | -           | -           | -           | -           | 217    | 82     | 57     | 78     | 37,79      |             |
| 1976-1977                   | Anderlecht                  | D1                          | 34         | 21         | 6          | 7          | CB              | 6               | 5               | 0               | 1               | CdC                | 9                  | 6                  | 0                  | 3                  | SU          | 2           | 1           | 0           | 1           | 51     | 33     | 6      | 12     | 64,71      | 2º          |
| 1977-1978                   | Anderlecht                  | D1                          | 34         | 22         | 6          | 6          | CB              | 6               | 2               | 4               | 0               | CdC                | 9                  | 7                  | 1                  | 1                  | -           | -           | -           | -           | -           | 49     | 31     | 11     | 7      | 63,27      | 2º          |
| 1978-1979                   | Anderlecht                  | D1                          | 34         | 21         | 3          | 10         | CB              | 7               | 6               | 0               | 1               | CdC                | 2                  | 1                  | 0                  | 1                  | SU          | 2           | 1           | 0           | 1           | 45     | 29     | 3      | 13     | 64,44      | 2º          |
| ott.1979-1980               | Bordeaux                    | D1                          | 24         | 13         | 4          | 7          | CF              | 1               | 0               | 0               | 1               | -                  | -                  | -                  | -                  | -                  | -           | -           | -           | -           | -           | 25     | 13     | 4      | 8      | 52,00      | Sub. 6º     |
| 1981-1982                   | Standard Liegi              | D1                          | 34         | 19         | 10         | 5          | CB              | 2               | 1               | 0               | 1               | CdC                | 9                  | 7                  | 1                  | 1                  | SB+Int.     | 1+6         | 0+3         | 1+3         | 0+0         | 52     | 33     | 15     | 7      | 63,46      | 1º          |
| 1982-1983                   | Standard Liegi              | D1                          | 34         | 22         | 6          | 6          | CB              | 3               | 2               | 0               | 1               | CC                 | 4                  | 1                  | 1                  | 2                  | SB+Int.     | 1+6         | 0+3         | 0+1         | 1+2         | 48     | 28     | 8      | 12     | 58,33      | 1º          |
| 1983-1984                   | Standard Liegi              | D1                          | 34         | 17         | 6          | 11         | CB              | 9               | 6               | 1               | 2               | CC                 | 4                  | 2                  | 1                  | 1                  | SB+Int.     | 1+6         | 0+4         | 1+0         | 0+2         | 54     | 29     | 9      | 16     | 53,70      | 4º          |
| Totale Standard Liegi       | Totale Standard Liegi       | Totale Standard Liegi       | 102        | 58         | 22         | 22         |                 | 14              | 9               | 1               | 4               |                    | 17                 | 10                 | 3                  | 4                  |             | 21          | 10          | 6           | 5           | 155    | 87     | 32     | 36     | 56,13      |             |
| 1984-1985                   | Vitória Guimarães           | PD                          | 30         | 9          | 7          | 14         | CP              | 4               | 3               | 0               | 1               | -                  | -                  | -                  | -                  | -                  | -           | -           | -           | -           | -           | 34     | 12     | 7      | 15     | 35,29      | 9°          |
| 1985-1986                   | Racing Jet Bruxelles        | D2                          | 30+6       | 14+5       | 8+1        | 8+0        | CB              | 1               | 0               | 0               | 1               | -                  | -                  | -                  | -                  | -                  | -           | -           | -           | -           | -           | 37     | 19     | 9      | 9      | 51,35      | 2º (prom.)  |
| 1986-1987                   | Racing Jet Bruxelles        | D1                          | 34         | 9          | 12         | 13         | -               | -               | -               | -               | -               | -                  | -                  | -                  | -                  | -                  | -           | -           | -           | -           | -           | 34     | 9      | 12     | 13     | 26,47      | 12º         |
| Totale Racing Jet Bruxelles | Totale Racing Jet Bruxelles | Totale Racing Jet Bruxelles | 70         | 28         | 21         | 21         |                 | 1               | 0               | 0               | 1               |                    | -                  | -                  | -                  | -                  |             | -           | -           | -           | -           | 71     | 28     | 21     | 22     | 39,44      |             |
| feb.-mag.1988               | Anderlecht                  | D1                          | 12         | 9          | 1          | 2          | CB              | 5               | 4               | 0               | 1               | CC                 | 2                  | 1                  | 0                  | 1                  | -           | -           | -           | -           | -           | 19     | 14     | 1      | 4      | 73,68      | Sub. 4º     |
| 1988-1989                   | Anderlecht                  | D1                          | 34         | 22         | 9          | 3          | CB              | 9               | 7               | 1               | 1               | CdC                | 4                  | 2                  | 0                  | 2                  | SB          | 1           | 0           | 0           | 1           | 48     | 31     | 10     | 7      | 64,58      | 2º          |
| Totale Anderlecht           | Totale Anderlecht           | Totale Anderlecht           | 148        | 95         | 25         | 28         |                 | 33              | 24              | 5               | 4               |                    | 26                 | 17                 | 1                  | 8                  |             | 5           | 2           | 0           | 3           | 212    | 138    | 31     | 43     | 65,09      |             |
| 1989-1990                   | Bordeaux                    | D1                          | 38         | 22         | 7          | 9          | CF              | 4               | 3               | 1               | 0               | -                  | -                  | -                  | -                  | -                  | -           | -           | -           | -           | -           | 42     | 25     | 8      | 9      | 59,52      | 2º          |
| ago.1990                    | Bordeaux                    | D1                          | 3          | 0          | 2          | 1          | CF              | -               | -               | -               | -               | -                  | -                  | -                  | -                  | -                  | -           | -           | -           | -           | -           | 3      | 0      | 2      | 1      | &0,00      | Eson.       |
| Totale Bordeaux             | Totale Bordeaux             | Totale Bordeaux             | 65         | 35         | 13         | 17         |                 | 5               | 3               | 1               | 1               |                    | -                  | -                  | -                  | -                  |             | -           | -           | -           | -           | 69     | 38     | 14     | 17     | 55,07      |             |
| gen.-giu.1991               | Olympique Marsiglia         | D1                          | 17         | 8          | 8          | 1          | CF              | 6               | 5               | 0               | 1               | CC                 | 5                  | 3                  | 2                  | 0                  | -           | -           | -           | -           | -           | 28     | 16     | 10     | 2      | 57,14      | Sub. 1°     |
| nov.1991-1992               | Olympique Marsiglia         | D1                          | 25         | 15         | 8          | 2          | CF              | 4               | 4               | 0               | 0               | CC                 | 1                  | 0                  | 0                  | 1                  | -           | -           | -           | -           | -           | 30     | 19     | 8      | 3      | 63,33      | Sub. 1°     |
| nov.1992-1993               | Olympique Marsiglia         | D1                          | 22         | 15         | 3          | 4          | CF              | 4               | 3               | 0               | 1               | UCL                | 7                  | 4                  | 3                  | 0                  | -           | -           | -           | -           | -           | 33     | 22     | 6      | 5      | 66,67      | Sub. 1°     |
| Totale Olympique Marsiglia  | Totale Olympique Marsiglia  | Totale Olympique Marsiglia  | 64         | 38         | 19         | 7          |                 | 14              | 12              | 0               | 2               |                    | 13                 | 7                  | 5                  | 1                  |             | -           | -           | -           | -           | 91     | 57     | 24     | 10     | 62,64      |             |
| Totale carriera             | Totale carriera             | Totale carriera             | 749        | 377        | 175        | 197        |                 | 78              | 53              | 9               | 16              |                    | 56                 | 34                 | 9                  | 13                 |             | 26          | 12          | 6           | 8           | 909    | 476    | 199    | 234    | 52,37      |             |

## Palmarès

### Allenatore

#### Club

##### Competizioni nazionali
- Campionato belga: 2

Standard Liegi: 1981-1982, 1982-1983
- Coppa del Belgio: 2

Anderlecht: 1987-1988, 1988-1989
- Supercoppa del Belgio: 2

Standard Liegi: 1981, 1983
- Campionato francese: 2 (+1)

Olympique Marsiglia: 1990-1991, 1991-1992 (+ 1992-1993 revocato) 

##### Competizioni internazionali
- Supercoppa UEFA: 2

Anderlecht: 1976, 1978
- Coppa delle Coppe UEFA: 1

Anderlecht: 1977-1978
- UEFA Champions League: 1

Olympique Marsiglia: 1992-1993

#### Individuale
- Panchina d'oro: 1

1990-1991
- Panchina d'argento: 1

1991-1992